# Эйкенс, Катарина
Катарина Эйкенс II  (нидерл. Catharina Ykens II; 1659[…], Антверпен, Брабант — не ранее 1688) —  фламандская художница; мастер натюрморта.

## Биография
Катарина Эйкенс родилась в 1659 (согласно «ЭСБЕ» в 1683) году в городе Антверпене в семье художников (крещена 24 февраля того же года).

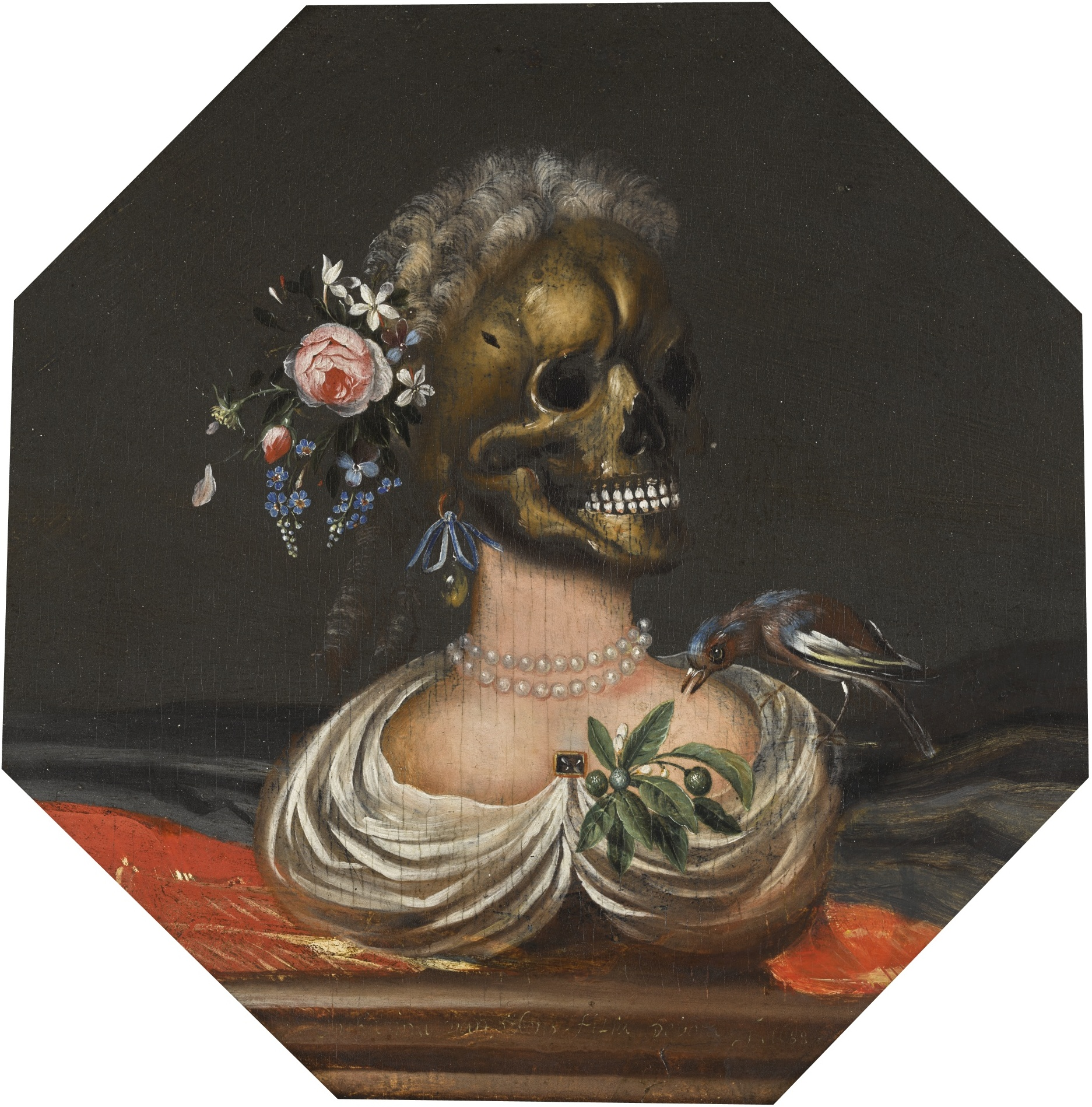
К. Эйкенс: «Бюст дамы с цветочной короной»

Дочь живописца и скульптора Йоханнеса Эйкенса (1613 — после 1680) и его второй жены Барбары (урождённой Брекевельт). Мастер исторической живописи Питер Эйкенс (1648—1695) приходился ей старшим братом.
Первым учителем Катарины стал её отец. В 1688 году Эйкенс вошла в антверпенскую Гильдию Святого Луки.
Она стала известна своими полотнами с фруктовыми и цветочными натюрмортами, в том числе картинами с цветочными гирляндами.
Катарина Эйкенс умерла в 1737 году. Некоторые картины художницы можно увидеть в мадридском национальном музее Прадо.

Из-за схожести художественных жанров и стилей письма её иногда путают с тёзкой — другой антверпенской художницей Катариной Эйкенс-Флоке (1608 — после 1666), дочерью живописца Лукаса Флоке и сестры трёх художников из семейной арт-династии Флоке. 